# Monumento natural Los Pingüinos
Monumento Natural Los Pingüinos es una área silvestre protegida de Chile. Abarca 97 hectáreas, de las cuales 85 corresponden a la Isla Magdalena y 12 a la Isla Marta. Es administrada por la CONAF. Fue creado en 1966 como un parque nacional, pero en 1982 se reclasifico en monumento natural.
Es una de las pingüineras más importantes del sur de Chile. Entre los años 2001 y 2002 se realizó un censo que registró una población de pingüinos de magallanes sobre los 60 000 ejemplares. Además alberga otras especies como el cormorán, gaviotas y lobos marinos.

## Visitantes
Este monumento natural recibe una gran cantidad de visitantes cada año, chilenos y especialmente extranjeros.
| Año         | 2012   | 2013   | 2014   | 2015   | 2016   | 2017   | 2018   | 2019   | 2020   | 2021  | 2022   | 2023   | 2024   |
| ----------- | ------ | ------ | ------ | ------ | ------ | ------ | ------ | ------ | ------ | ----- | ------ | ------ | ------ |
| Chilenos    | 4 356  | 5 761  | 6 947  | 9 505  | 7 979  | 4 634  | 12 608 | 6 966  | 5 818  | 1 858 | 8 402  | 6 494  | 5 961  |
| Extranjeros | 17 847 | 18 464 | 21 970 | 21 786 | 24 302 | 21 115 | 31 498 | 27 122 | 18 315 | 676   | 11 563 | 27 456 | 36 396 |
| Total       | 22 203 | 24 225 | 28 917 | 31 291 | 32 281 | 25 749 | 44 106 | 34 088 | 24 133 | 2 534 | 19 965 | 33 950 | 42 357 |